# Olivier Asmaker
Olivier Asmaker (13 maart 1973, Savigny Sur Orge) is een Frans voormalig beroepswielrenner. Hij reed als professional van 1998 tot 2002. 
In 1997 debuteerde hij als stagiair bij de Nederlandse TVM-Farm Frites-ploeg. Het leverde hem een contract op voor het seizoen 1998. Na een tweede seizoen TVM verliet hij de ploeg voor het Franse Festina waar hij ook twee jaar reed. Na nog eens twee jaar bij Team CSC-Tiscali beëindigde Asmaker in 2002 zijn professionele carrière.
Asmaker boekte tweemaal een overwinning, beiden in de Ronde van Picardië in 2001, waar hij zowel de eerste etappe als het eindklassement op zijn naam schreef.

## Grote rondes
Eindklasseringen in grote rondes, met tussen haakjes het aantal etappeoverwinningen.
| Jaar | Ronde van Italië | Ronde van Frankrijk | Ronde van Spanje |
| ---- | ---------------- | ------------------- | ---------------- |
| 1999 | opgave           |                     |                  |